# Орта, Хулиан
Хулиан Стивен Орта Асеведо (исп. Julián Stiven Horta Acevedo; род. 15 августа 1999, Какета) — колумбийский борец греко-римского стиля, участник Олимпийских игр 2020 года в Токио.

## Карьера
В июле 2016 года в Лиме на Панамериканском чемпионате среди кадетов по вольной борьбе стал серебряным призёром. В июне 2017 года в той же Лиме на Панамериканском чемпионате среди юниоров стал бронзовым призёром как по вольной, так и по греко-римской борьбе. После чего перешёл на греко-римский стиль. В августе 2018 года в бразильской Форталезе стал серебряным призёром на чемпионате континента среди юниоров, через год в Гватемале стал бронзовым призёром этого турнира. В марте 2020 года в Панамериканском олимпийском квалификационном турнире в Оттаве стал победителем, что позволило ему завоевать лицензию на участие в Олимпийских играх 2020 в Токио. На Олимпиаде уступил в первом поединке иранцу Мохаммаду Резе Гераеи (0:8), однако из-за того, что иранец вышел в финал, получил право побороться за бронзовую награду, в утешительной схватке проиграл немцу Франку Штеблеру и выбыл из турнира, став единственным борцом, кто занял последнее 17 место.

## Достижения
- Панамериканский чемпионат по борьбе среди кадетов 2016 — ; (вольная борьба)
- Панамериканский чемпионат по борьбе среди юниоров 2017 — ; (вольная борьба)
- Панамериканский чемпионат по борьбе среди юниоров 2017 — ;
- Панамериканский чемпионат по борьбе среди юниоров 2018 — ;
- Панамериканский чемпионат по борьбе среди юниоров 2019 — ;
- Олимпийские игры 2020 — 17;